# Pseudoluperus longulus
Pseudoluperus longulus es una especie de insecto coleóptero de la familia Chrysomelidae. Fue descrita científicamente en 1857 por John Lawrence LeConte.